# Avenida General Santos
La Avenida General Máximo Santos, abreviada generalmente como Avda. Gral. Santos, es una importante arteria vial, de doble sentido, de la ciudad de Asunción, capital de la República del Paraguay. Se inicia en la Avenida Artigas y termina en el cruce con la Avenida Félix Bogado, a escasos kilómetros de la ciudad de Lambaré. Tras el cruce con Félix Bogado, la Avenida Gral Santos cambia su denominación a Avenida Juan D. Perón, la cual llega hasta las orillas del río Paraguay, en el Puerto del barrio Itá Enramada.

## Toponimia
La Avenida recibe su nombre en honor al 13.º Presidente Constitucional de la República Oriental del Uruguay, el General Máximo Benito Santos, en agradecimiento por haber devuelto los trofeos de guerra capturados por el Uruguay en la Guerra de la Triple Alianza, contra el Paraguay, así como haber condonado la deuda que poseía el Paraguay con la República Oriental.

## Importancia

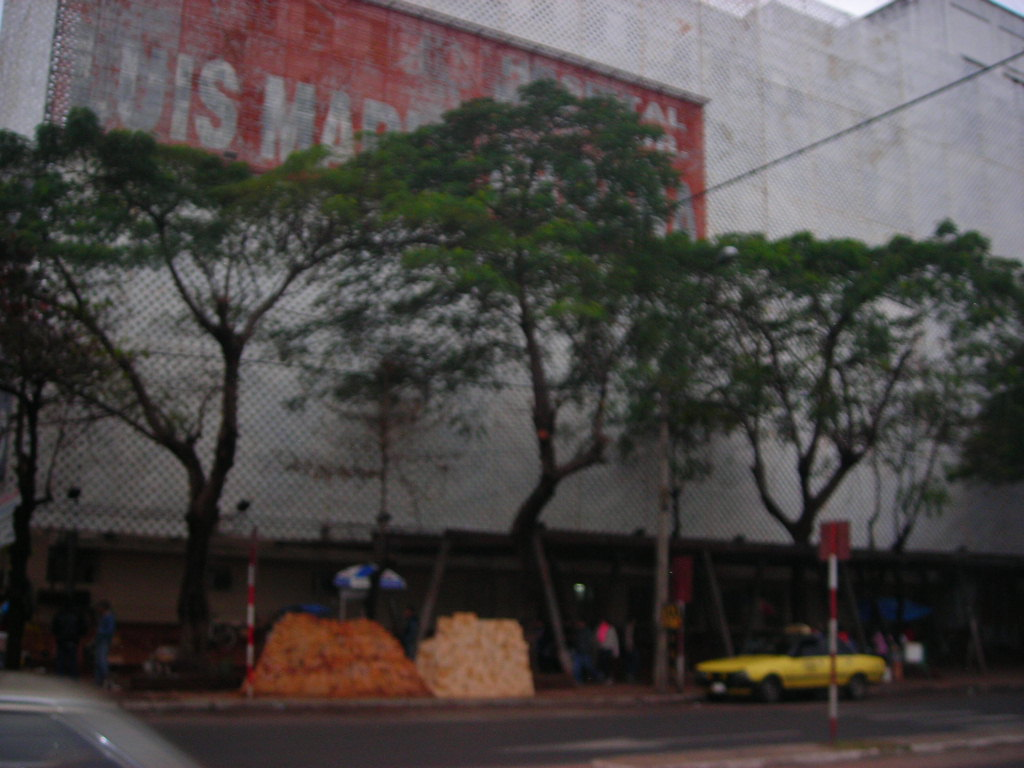
El Hospital de Emergencias Médicas se encuentra sobre la Av. Gral. Santos, a pasos de la Av. Eusebio Ayala.

La importancia de la Avenida General Máximo Santos radica en el hecho de que dicha Avenida constituye uno de los principales ejes viales de la capital, y es junto a la Avenida República Argentina y la Avenida Brasilia, uno de los más importantes avenidas verticales del interior de la ciudad. Asimismo constituye un paso o cruce obligatorio para dirigirse desde la mayoría de los barrios capitalinos hasta el centro de la ciudad.

## Lugares de interés

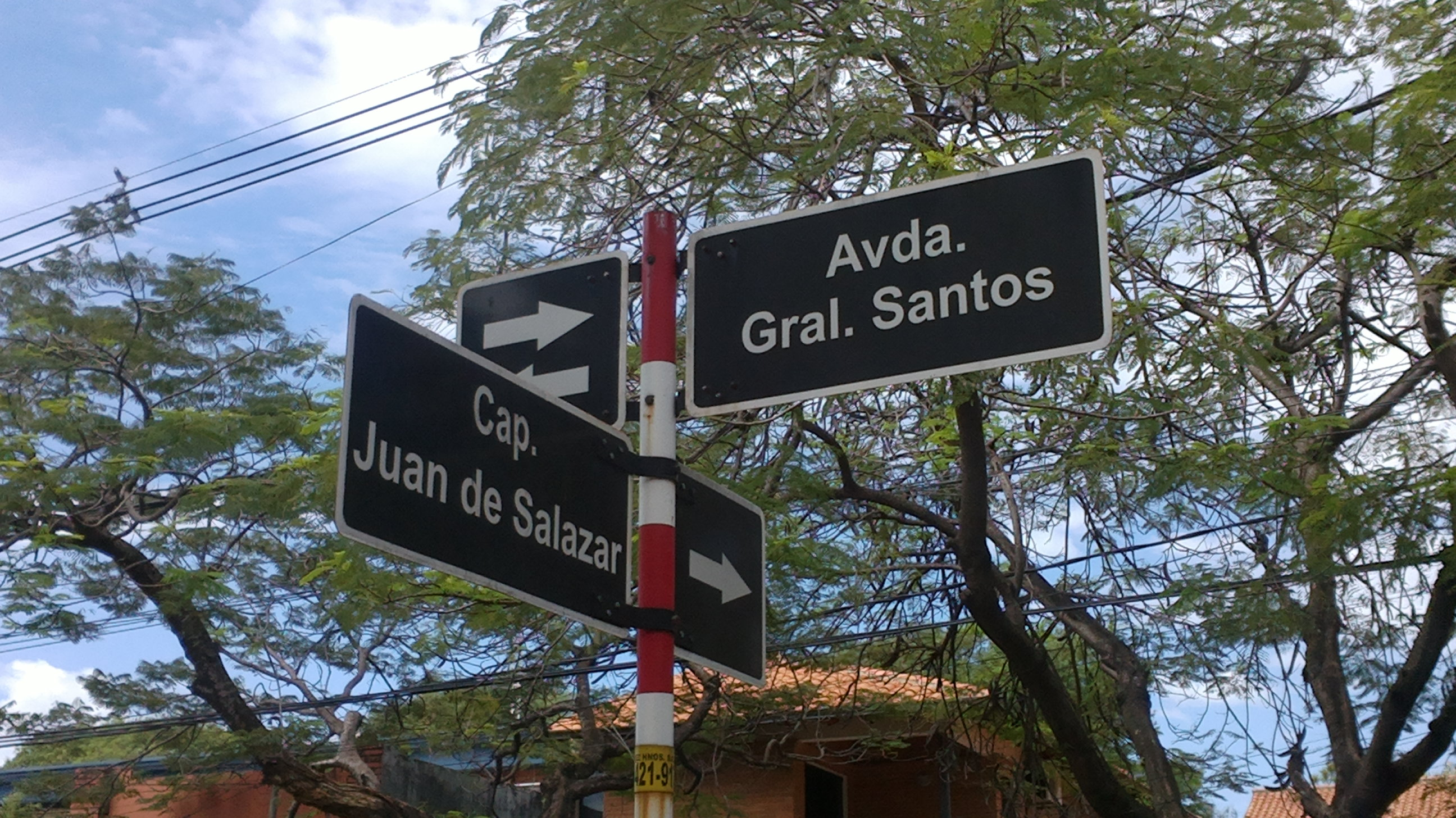
Cartel en la esquina de la Avda. Gral. Santos y la Calle Juan de Salazar.

Los lugares importantes que se encuentran sobre esta avenida de noreste a sudoeste son:
- Cuartel Gral. del Regimiento Escolta Presidencial de la República del Paraguay.
- Escuela de Ed. Física de las FF. AA.
- Club Alemán.
- Centro de Salud del IPS.
- Iglesia Anglicana de Asunción.
- Misión de Paz del Ejército de Salvación.
- Hospital de Emergencias Médicas

Instituciones Educativas:
- Colegio Los Olivos
- Colegio Nacional República de Colombia
- Colegio Nacional Dr. Luis Pasteur
- Colegio Técnico y Centro de Entrenamiento Vocacional Pdte. Carlos A. López
- Colegio Sor Eusebio Palomino.
- Colegio San Andrés

## Infraestructura
La Avenida Gral. Santos está asfaltada en su totalidad. Su anchura varía de acuerdo a los barrios en los que pasa, teniendo una media de dos carriles por sentido. El primer viaducto construido en Asunción corresponde al que hace pasar a la Avda. Gral Santos por encima de la Avenida Eusebio Ayala.

## Viabilidad
La Avenida Gral. Santos es de doble sentido en toda su extensión. No suelen abundar los accidentes de tráfico aunque los lugares donde más percances ocurren en la arteria son en el cruce con Mariscal López, y en el cruce con Fernando de la Mora, que son también los lugares donde mayor extensión de autos en fila se forma en hora pico.
- Datos: Q5713679